# Унтерминкхајм
Унтерминкхајм (њем. Untermünkheim) општина је у њемачкој савезној држави Баден-Виртемберг. Једно је од 30 општинских средишта округа Швебиш Хал. Према процјени из 2010. у општини је живјело 3.036 становника. Посједује регионалну шифру (AGS) 8127086.

## Географски и демографски подаци
Унтерминкхајм се налази у савезној држави Баден-Виртемберг у округу Швебиш Хал. Општина се налази на надморској висини од 261 метра. Површина општине износи 27,1 km². У самом мјесту је, према процјени из 2010. године, живјело 3.036 становника. Просјечна густина становништва износи 112 становника/km².